# Sylwester Bednarek
Sylwester Bednarek (* 28. April 1989 in Głowno) ist ein polnischer Hochspringer.
Zunächst machte er seit 2005 im Jugend- und Juniorenbereich mit mehreren vorderen Platzierungen bei internationalen Meisterschaften auf sich aufmerksam. Dabei war sein bestes Resultat der Gewinn der Silbermedaille bei den Leichtathletik-Juniorenweltmeisterschaften 2008 in Bydgoszcz.
2009 etablierte er sich im Erwachsenenbereich. Bei den Leichtathletik-Halleneuropameisterschaften in Turin scheiterte er noch in der Qualifikation. Wenige Monate später bei den Weltmeisterschaften in Berlin gewann er überraschend die Bronzemedaille. Dabei erzielte er mit einer übersprungenen Höhe von 2,32 m eine neue persönliche Bestleistung. Den dritten Rang teilte er sich mit dem höhengleichen Deutschen Raúl Spank. Der Weltmeister Jaroslaw Rybakow und der Zweitplatzierte Kyriakos Ioannou hatten ebenfalls 2,32 m übersprungen, wurden aber aufgrund der geringeren Anzahl ihrer Fehlversuche vor Bednarek und Spank gewertet. Für seine sportlichen Leistungen wurde Bednarek das Verdienstkreuz der Republik Polen verliehen.
Bei den Leichtathletik-Europameisterschaften 2010 in Barcelona wurde Bednarek Zehnter.
Sylwester Bednarek hat bei einer Körpergröße von 1,96 m ein Wettkampfgewicht von 70 kg. Er startet für den Rudzki Klub Sportowy in Łódź.

## Bestleistungen
- Hochsprung (Freiluft): 2,32 m, 21. August 2009, Berlin
- Hochsprung (Halle): 2,30 m, 4. Februar 2009, Łódź